# Loxipasser anoxanthus
Sementeiro-jamaicano ou papa-capim-jamaicano (Loxipasser anoxanthus) é uma espécie de ave da família Thraupidae. É a única espécie do género Loxipasser.
Pode ser encontrada nos seguintes países: Ilhas Cayman e Jamaica.
Os seus habitats naturais são: florestas subtropicais ou tropicais húmidas de baixa altitude, regiões subtropicais ou tropicais húmidas de alta altitude e florestas secundárias altamente degradadas.